# New Zealand Ice Hockey League 2017
Die Saison 2017 war die dreizehnte Spielzeit der New Zealand Ice Hockey League, der höchsten neuseeländischen Eishockeyspielklasse. Meister wurden zum insgesamt fünften Mal in der Vereinsgeschichte die Southern Stampede, die damit Rekordmeister Neuseelands ist.

## Modus
In der regulären Saison absolviert jede der fünf Mannschaften insgesamt 16 Spiele. Die beiden bestplatzierten Mannschaften qualifizieren sich für das Meisterschaftsfinale, das im Modus Best-of-Three ausgetragen wird. Für einen Sieg nach regulärer Spielzeit erhält jede Mannschaft drei Punkte, für einen Sieg nach Overtime zwei Punkte, für eine Niederlage nach Overtime einen Punkt und für eine Niederlage nach der regulären Spielzeit null Punkte.

## Reguläre Saison

### Tabelle
|    | Klub                   | Sp | S  | OTS | OTN | N  | Tore    | Punkte |
| -- | ---------------------- | -- | -- | --- | --- | -- | ------- | ------ |
| 1. | Southern Stampede      | 16 | 13 | 0   | 0   | 3  | 086:039 | 39     |
| 2. | West Auckland Admirals | 16 | 10 | 0   | 2   | 4  | 106:047 | 30     |
| 3. | Dunedin Thunder        | 16 | 6  | 3   | 0   | 8  | 074:060 | 24     |
| 4. | Botany Swarm           | 16 | 4  | 1   | 2   | 9  | 052:093 | 16     |
| 5. | Canterbury Red Devils  | 16 | 2  | 1   | 1   | 12 | 051:127 | 9      |

## Finale
Die Finalspiele zwischen der Southern Stampede und den West Auckland Admirals waren für den 19. und 25. August 2017 angesetzt. Ein eventuell notwendiges Entscheidungsspiel hätte am 26. August 2014 stattfinden sollen, wurde aber nicht benötigt, da sich die Stampede bereits nach zwei Spielen durchgesetzt hatte.
- Southern Stampede – West Auckland Admirals 5:3, 5:2